# The Jungle Book (2016)
The Jungle Book is een Amerikaanse live-action-avonturenfilm uit 2016, geproduceerd door Walt Disney Pictures onder regie van Jon Favreau.
De film is gebaseerd op het gelijknamige boek uit 1894 van Rudyard Kipling. Het is ook een gedeeltelijke remake van Disneys eerdere verfilming van hetzelfde verhaal uit 1967.

## Verhaal
In de Indiase jungle worden het mensenkind Mowgli en enkele wolvenwelpen opgejaagd door Bagheera de panter. Mowgli valt, nadat hij in de bomen op een dode tak sprong, die afbrak. Dan wordt duidelijk dat het een vriendschappelijke oefenwedstrijd betrof en verwijt Bagheera Mowgli dat deze laatste had moeten weten dat de boom dood was vanwege de klimopsoort die er op groeit. Ook van zijn pleegouders, de wolven Raksha en Akela, krijgt Mowgli het verwijt dat hij "mensentrucs" doet, zoals het gebruiken van voorwerpen, en dat dit niet in de jungle thuishoort. De welpen, Bagheera en Mowgli ontmoeten een kudde olifanten. Volgens Bagheera zijn alle dieren verplicht te buigen voor olifanten: hun slagtanden maken nieuwe wegen wat leidt tot nieuw leven.
Enige tijd later start het droge seizoen en wordt een waterbestand actief: alle dieren kunnen zonder vrees drinken zonder aangevallen te worden door hun natuurlijke vijanden. Op die dag verschijnt de tijger Shere Khan: hij ontdekt Mowgli en wil dat het mensenkind aan hem wordt uitgeleverd zodra het waterbestand is afgelopen. Mensen horen niet thuis in de jungle en, hoewel Mowgli momenteel een onschuldig kind lijkt, zal hij vroeg of laat terreur zaaien.
De wolvenleiders houden een raad om Mowgli al dan niet uit de roedel te zetten. Uiteindelijk beslist Mowgli vrijwillig om de roedel te verlaten. Bagheera gaat mee op zoek naar het mensendorp. Onderweg worden ze aangevallen door Shere Khan. Mowgli kan ontsnappen dankzij een waterbuffelstampede en belandt in een voor hem onbekend deel van de jungle. Daar ontmoet hij de slang Kaa. Zij leidt hem af door hem door middel van hypnose het verhaal van zijn afkomst te vertellen. Terwijl zij hem wurgt, legt ze uit hoe Mowgli bij de wolven is beland. Lang geleden schuilden een handelaar en zijn kind in een grot. De grot werd aangevallen door een tijger. De man gebruikte de "Rode Bloem": een rode vlam die door mensen kan worden beheerst, maar een enorme vernieling aanricht indien ze ontsnapt. Met de "Rode Bloem" verbrandde de man het hoofd van de tijger. De tijger doodde daarop de man, maar wist niet dat er ook nog een peuter was. Het kind werd gevonden door Bagheera die hem naar Akela en Raksha bracht.
Wanneer Kaa op het punt staat om Mowgli te doden, wordt ze aangevallen door Baloe. Hij redt Mowgli en ze vluchten. Baloe vindt dat Mowgli hem een wederdienst schuldig is. Weldra wordt het winter en neemt de beer een winterslaap. Daarvoor moet hij voldoende eten hebben. Hij verplicht Mowgli daarop om bijenraten te verzamelen.
Shere Khan gaat naar Akela. Akela legt uit dat Mowgli vrijwillig is vertrokken. Shere Khan is van mening dat de afspraak niet werd nageleefd omdat Mowgli moest worden uitgeleverd. Uit frustratie doodt hij Akela. Daarop roept hij zichzelf uit als baas van het grondgebied en tracht hij de welpen op te zetten tegen Mowgli en andere mensen. Volgens Shere Khan zal Mowgli terugkeren indien hij de dood van Akela verneemt.
Bagheera vindt Baloe en Mowgli. Hij is van mening dat Mowgli wordt misbruikt door de beer: lippenberen houden geen winterslaap en Baloe verzamelt meer eten dan nodig. Uiteindelijk beslissen ze er eerst een nachtje over te slapen. Tijdens deze nacht wordt Mowgli wakker door het getrompetter van olifanten. Hij gaat naar de kudde en dit blijkt dezelfde te zijn als degene die hij eerder ontmoette. De olifanten zijn in paniek: hun kalf is in een diepe put gevallen en kan zich niet bevrijden. Mowgli bindt enkele lianen rondom het kalf en maakt deze vast aan de slagtanden van een olifant, zodat die het kalf uit de put kan trekken.
Baloe en Bagheera hebben dit gezien. Na dit voorval vertelt Bagheera Baloe het hele verhaal, namelijk dat Mowgli niet door zomaar een tijger wordt achternagezeten, maar door Shere Khan.
Hiermee overtuigt Bagheera Baloe om zijn vriendschap met Mowgli te beëindigen en Mowgli te vertellen dat hij beter naar het mensenvolk kan terugkeren.
Nadat hij dit van Baloe gehoord heeft, kruipt Mowgli in een boom. Hier wordt Mowgli ontvoerd door apen van Bandar-log, die hem naar de tempel van de reusachtige Gigantopithecus Koning Louie brengen. Louie wil dat Mowgli voor hem de Rode Bloem maakt, maar Mowgli verklaart dat hij niet weet hoe de Rode Bloem kan worden opgeroepen. Baloe en Bagheera arriveren ook bij de tempel. Terwijl Baloe de apen afleidt, ontsnapt Mowgli. Wanneer de apen dit opmerken, ontstaat er een vechtpartij tussen de apen en Baloe en Bagheera enerzijds en een achtervolging tussen Louie en Mowgli anderzijds. Tijdens dit gevecht vertelt Louie aan Mowgli dat Akela is vermoord door Shere Khan. Louie is te groot om door de tempel te lopen en breekt daardoor meerdere steunpilaren, waarna hij wordt verpletterd door de instortende tempel. Mowgli, Baloe en Bagheera kunnen tijdig ontsnappen. De apen zetten een reddingsactie op touw om het lichaam van Louie te vinden. Mowgli, Bagheera en Baloe grijpen de gelegenheid aan om te vluchten. Mowgli is er echter alleen vandoor en Baloe en Bagheera starten een zoekactie.
Mowgli vindt het mensendorp. Hij wil niet meer het dorp ingaan, maar de roedel redden, de dood van Akela wreken en met Shere Khan afrekenen. Aan de ingang is Mowgli onder de indruk van een grote "Rode Bloem" die in het dorp onder controle wordt gehouden door de mensen. Aan de pilaar waar hij zich schuilhoudt, vindt hij ook een brandende toorts. Hij neemt de toorts en rent daarmee de jungle in op zoek naar Shere Khan. Zo vinden Baloe en Bagheera Mowgli en samen confronteren ze de tijger. Dan legt Shere Khan uit dat alle dieren bang zijn voor Mowgli vanwege de ontsnapte "Rode Bloem". Mowgli draait zich om en ziet dat de jungle in lichterlaaie staat: uit zijn toorts was as gevallen waardoor het bos ontbrandde. Shere Khan is van mening dat zijn eerdere voorspelling is uitgekomen: Mowgli heeft voor terreur gezorgd.
Er ontstaat een kat-en-muisspel tussen Baloe, Bagheera en de wolven en Shere Khan. Hierdoor krijgt Mowgli de kans om een val op te zetten. Nadat Shere Khan uit de aanval door Baloe, Bagheera en de wolven is ontsnapt, zet hij de achtervolging in op Mowgli. Shere Khan verklaart dat hij degene is die destijds Mowgli's vader doodde. Mowgli weet Shere Khan naar een afgestorven tak te lokken. Door het zware gewicht van Shere Khan breekt de tak af en de tijger valt in het brandende vuur, waar hij sterft.
De olifanten arriveren en uit dank voor het redden van het kalf, laten ze toe dat Mowgli hen berijdt. Zo kan Mowgli de olifanten aanvoeren: met hun slagtanden laat hij hen een waterkanaal aanmaken waardoor het vuur wordt geblust. Raksha wordt de nieuwe aanvoerster van de wolvenroedel. Mowgli heeft besloten om bij de roedel en zijn vrienden Baloe en Bagheera te blijven en om de "mensentrucs" voor eigen gebruik te hanteren.

## Rolverdeling / stemverdeling
| Acteur     | Personage |
| ---------- | --------- |
| Neel Sethi | Mowgli    |

| Personage               | Stemacteur         |
| ----------------------- | ------------------ |
| Baloe                   | Bill Murray        |
| Bagheera                | Ben Kingsley       |
| Shere Khan              | Idris Elba         |
| Raksha, de wolvenmoeder | Lupita Nyong'o     |
| Kaa                     | Scarlett Johansson |
| Akela                   | Giancarlo Esposito |
| Koning Louie            | Christopher Walken |
| Ikki                    | Garry Shandling    |
| Pygmy Hog               | Jon Favreau        |
| Giant Squirrel          | Sam Raimi          |
| Rocky the Rhino         | Russell Peters     |
| Dierengeluiden          | Dee Bradley Baker  |

## Productie
De twaalfjarige Neel Sethi is de enige echte acteur in de film, acterend voor een blauw scherm. De rest van de personages werd digitaal gecreëerd, met een aantal bekende acteurs die hun stem verleenden. De film kreeg overwegend positieve kritieken in de media, met een score van 94% op Rotten Tomatoes.

## Verschillen met het originele verhaal
De film wijkt op heel wat gebieden af van het originele verhaal, waaronder:
| Film | Originele verhaal |
| --- | --- |
| Raksha is de partner van Akela. Beiden worden pleegouders van Mowgli. | Bagheera brengt Mowgli naar roedelleider Akela. Akela vertrouwt de welp toe aan de wolvin Raksha en haar partner Vader Wolf. |
| De vader van Mowgli is een handelsreiziger die door Shere Khan werd vermoord. Shere Khan heeft zijn kind niet gezien, dat even later door Bagheera wordt gevonden. Bagheera brengt hem naar de wolven. | Raksha en Vader Wolf horen een aanval van Shere Khan. Wanneer zij gaan kijken, komen ze aan het kampvuur van een houthakker waar ze enkel Mowgli vinden. |
| Mowgli wordt ontvoerd door de Bandar-log omdat koning Louie graag vuur wil. | Mowgli wordt ontvoerd omdat hij voorwerpen kan maken en gebruiken. De apen willen dit ook leren, maar hun aandacht gaat steeds naar iets anders uit waardoor ze nooit onder de knie krijgen wat Mowgli hen wil aanleren. |
| Akela wordt gedood door Shere Khan. | Akela verlaat de wolvenroedel nadat Shere Khan hem voor schut heeft gezet door hem op een jonge reebok te laten jagen. Wanneer Mowgli zo'n zeventien jaar is, sterft Akela van uitputting tijdens het herstel van een aanval van rode honden.                                                                                            |
| Shere Khan tracht Mowgli op het einde van de film te doden. Shere Khan valt te pletter in het brandende vuur en men neemt aan dat hij is gestorven.                                                    | Mowgli verdrijft Shere Khan met een brandende tak nadat de tijger Akela voor schut heeft gezet bij het reebok-incident. Tijdens zijn eerste verblijf in het mensendorp ontmoet Mowgli Akela regelmatig. Ze laten de waterbuffels van het dorp ontsnappen en drijven Shere Khan in de stampede waardoor deze wordt verpletterd en sterft. |
| Koning Louie wordt aanzien als de koning van de apen. | De apen hebben geen leider en zullen die volgens Bagheera ook nooit hebben. |
| Koning Louie is een gigantopithecus. | Er is geen apenleider. Verder wordt niet gespecificeerd welke apensoort de Bandar-log is, maar het kunnen geen orang-oetans zijn omdat deze niet leven in de jungle van India. |
| Baloe vindt "de wet van de jungle" niet meer dan propaganda. | Baloe is de strenge, serieuze leraar die Mowgli "de wet van de jungle" juist bijbrengt. |
| Bij gevaar, onder andere bij de komst van Shere Khan, komen roofvogels in beeld. | Bij gevaar, onder andere bij de komst van Shere Khan, is het Chil die dit komt melden. |

## Verschillen en overeenkomsten met de tekenfilm
De verhaallijn van de liveactionfilm is op een aantal punten ook anders dan in de eerste Disney-verfilming van het verhaal uit 1967; zo bevat de liveactionremake wat minder humor en meer geweld. De film werd mede daarom niet geschikt bevonden voor kinderen onder de 12 jaar. Men is in het algemeen dichter bij de oorspronkelijke verhalen van Kipling gebleven dan het geval was in de tekenfilm. Zowel koning Louie als Shere Khan blijven in de tekenfilm in leven. Aan het eind van de tekenfilm besluit Mowgli, nadat hij verliefd is geworden op een meisje uit het mensendorp, om toch de jungle te verlaten.
In de liveactionfilm worden dezelfde liedjes gezongen als in de tekenfilm.